# Idade de consentimento no Brasil
A idade de consentimento no Brasil é de 14 anos, conforme o novo artigo 217-A do código penal, modificado pela lei nº 12.015/2009, artigo 3º. O artigo 217-A do Código Penal define como "estupro de vulnerável" o ato de "ter conjunção carnal ou praticar outro ato libidinoso com menor de 14 anos, com pena de reclusão de 8 a 15 anos, independentemente de ter havido violência real." Ou seja, se um menor de 14 anos praticar algum ato sexual, presume-se legalmente a violência sexual, ainda que tenha realizado o ato por livre e espontânea vontade.
No caso específico do sexo decorrente de "assédio sexual" praticado por superior hierárquico, mesmo se houver o consentimento, a idade mínima legal para o sexo será de 18 anos, conforme o novo § 2º do artigo 216-A do Código Penal, introduzido pela lei nº 12.015/2009. Neste caso, o crime de assédio se caracteriza pela existência de “constrangimento” para “obter vantagem ou favorecimento sexual”, praticado em virtude da “condição de superior hierárquico ou ascendência inerentes ao exercício de emprego, cargo ou função” (art. 216-A). Possíveis exemplos incluem o assédio praticado na relação professor-aluno, médico-paciente, psicólogo-paciente, chefe-subordinado, etc.
Por fim, nos casos específicos de prostituição, exploração sexual e tráfico de pessoas para fins de exploração sexual, a idade mínima também é de 18 anos, conforme artigos 218-B (favorecimento da prostituição); 218-B, I (cliente de prostituição); 227 (mediação para lascívia); 230, § 1º (rufianismo); 231, § 2º, I (tráfico internacional para exploração sexual); e 231-A, § 2º, I (tráfico interno para exploração sexual); todos do Código Penal; assim como artigo 244-A do ECA (Estatuto da Criança e do Adolescente) (exploração da prostituição)

## História
As leis brasileiras referentes à idade de consentimento mudaram de acordo com a evolução dos costumes.  O Código Imperial, no seu artigo 219, acrescido do Aviso 512 de 1862, estabelecia a presunção de violência nos atos sexuais com menores de 17 anos.[carece de fontes?] Mais tarde, o Código Penal de 1890, no seu artigo 272, baixou esta presunção de violência para os 16 anos. Finalmente, o Código Penal de 1940 (Decreto-lei nº 2848/1940), ainda em vigor, baixou a presunção de violência para os 14 anos.
A partir do século XXI, as seguintes mudanças foram verificadas:
Mudança de terminologia do ato
No Brasil, até 2009 havia a chamada "presunção de violência" quando atos libidinosos eram praticados com quem não tinha 14 anos completos (o que configurava crime de estupro ou de atentado violento ao pudor). Atualmente, a idade de consentimento continua sendo de 14 anos, mas o crime para quem se envolve eroticamente com alguém abaixo desta idade passou a ser o "estupro de vulnerável" (art. 217-A, CP).

##### Sedução de menores
Em 2005, o crime de sedução de menores (antigo artigo 217 do Código Penal), considerado ultrapassado, foi revogado pela lei nº 11.106/2005. O crime se referia exclusivamente à perda da virgindade de adolescentes na faixa dos 14 aos 17 anos.

##### Extinção da punibilidade pelo casamento
A mesma lei 11.106 de 2005 revogou também dois antigos dispositivos (artigo 107 do C. Penal) pelos quais o acusado de qualquer crime sexual contra menores teria sua pena extinta caso se casasse com a vítima (inciso VII); ou caso, não tendo havido violência real nem grave ameaça no crime praticado, se a vítima se casasse com um terceiro e não requeresse o prosseguimento da ação penal contra o acusado no prazo de 60 dias após o casamento (inciso VIII).
Cabe destacar que, embora referida lei tenha revogado a previsão da extinção da punibilidade pelo casamento (VII), entre 2005 e 2009, ainda era possível a extinção da punibilidade do estuprador que se casasse com a vítima, porém, pela renúncia ao direito de representação no prazo decadencial de 6 meses, uma vez que o casamento com o estuprador configurava prática de ato incompatível com a vontade de processá-lo, logo incidir-se-ia no caso a denominada renúncia tácita, com a consequente extinção da punibilidade do autor do delito.[carece de fontes?]
A partir da lei 2.015/2009, o crime de estupro contra menor de 18 ou de incapaz passou a ser de ação penal incondicionada, ou seja, independe do desejo da vítima, portanto, não há mais qualquer possibilidade de extinção da punibilidade pelo casamento.

##### Conceito de presunção de violência: absoluta ou relativa?
Em 2009, a lei n° 12.015/2009 substituiu o conceito anterior de “presunção de violência” (também conhecido como “estupro presumido”) pelo novo conceito de “estupro de vulnerável”.
A violência presumida era até então prevista no artigo 224, “a”, do Código Penal de 1940, para os atos sexuais praticados abaixo da idade de 14 anos. A partir de 1940, e com a evolução dos costumes ao longo das décadas seguintes, a jurisprudência (conjunto de decisões judiciais) e a doutrina (conjunto de ideias publicadas por juristas) dividiram-se em duas correntes de pensamento: presunção relativa ou presunção absoluta de violência.
Para os defensores da presunção absoluta, não haveria exceções à regra, ou seja, todo ato sexual com menores de 14 anos seria considerado violento, fosse ele enquadrado como estupro (art. 213) ou atentado violento ao pudor (art. 214). Por exemplo, num caso de 1996, o Supremo Tribunal Federal decidiu que menor de 14 anos é "incapaz de consentir" (o que se denomina innocentia consilii, ou seja, que há sua completa insciência em relação aos fatos sexuais), não importando se "aparenta idade superior em virtude de seu precoce desenvolvimento físico". Esta decisão, entretanto, não teve força de Súmula vinculante para outros casos (conforme Constituição, art. 103-A).
Já os defensores da presunção relativa analisam as peculiaridades de cada caso, levando em conta diversos fatores como a compleição física da vítima, sua experiência sexual ou as circunstâncias específicas que levaram ao ato sexual. Neste sentido, algumas decisões judiciais reconheciam o consentimento para o sexo, em casos específicos, aos 13 anos ou aos 12 anos.
Esta controvérsia começou a ganhar força desde a aprovação do ECA em 1990, quando abriu-se divergência entre a idade de consentimento legalmente definida pela presunção de violência(art. 224 do CP) e a definição legal de criança, fase da vida após a qual, para uma parte dos juristas, cessaria a incapacidade de discernimento sobre o sexo.
Não há ainda jurisprudência acumulada sobre o novo conceito de “estupro de vulnerável”. No entanto, o novo tipo penal já sofre críticas, como as do doutrinador Marcelo Bertasso que chama a pena do tipo penal de desproporcional por ser maior que a do estupro real de maiores de idade, ou mesmo de "delitos graves como homicídio simples e roubo".

##### Corrupção de menores e consentimento dos pais
O extinto crime de corrupção de menores (artigo 218 do Código Penal) referia-se aos atos sexuais consentidos praticados com adolescentes de 14 a 17 anos, e era somente processado por iniciativa dos pais do menor (conforme o antigo artigo 225 do Código Penal). Desta forma, o legislador conferia à família o poder de julgar e decidir sobre a relação privada
Com a aprovação da lei 12015 de 2009, foi extinto o crime de corrupção de menores para esta faixa etária (14 a 17 anos), criando-se um novo crime com o mesmo nome, referente à faixa etária abaixo dos 14 anos.
A mesma lei substituiu a ação penal privada nos crimes sexuais contra menores de 18 anos pela ação pública incondicionada (novo artigo 225, § único); ou seja, a iniciativa da ação penal não mais depende da vontade dos pais do menor, sendo agora processada pelo Ministério Público.
Assim, os atos sexuais praticados com adolescentes de 12 ou 13 anos, cuja ação penal antes dependia da iniciativa dos pais, agora são processados diretamente pelo Estado, mesmo contra a vontade dos pais.
Ato sexual com menores entre 14 e 17, dependendo da circunstância, pode vir a ser configurado como crime, podendo ser responsabilizado pelo crime o responsável pelo estabelecimento ou pelo menor, segundo dispositivos legais já existentes e pela Lei 12015, que incorporaram alterações ao ECA:
Art. 232. Submeter criança ou adolescente sob sua autoridade, guarda ou vigilância a vexame ou a constrangimento
Pena - detenção de seis meses a dois anos.
Art. 238. Prometer ou efetivar a entrega de filho ou pupilo a terceiro, mediante paga ou recompensa:
Pena - reclusão de um a quatro anos, e multa.
Parágrafo único. Incide nas mesmas penas quem oferece ou efetiva a paga ou recompensa.
Art. 239. Promover ou auxiliar a efetivação de ato destinado ao envio de criança ou adolescente para o exterior com inobservância das formalidades legais ou com o fito de obter lucro:
Pena - reclusão de quatro a seis anos, e multa.
Art. 240.  Produzir, reproduzir, dirigir, fotografar, filmar ou registrar, por qualquer meio, cena de sexo explícito ou pornográfica, envolvendo criança ou adolescente:  (Redação dada pela Lei nº 11.829, de 2008)
Pena – reclusão, de 4 (quatro) a 8 (oito) anos, e multa.  (Redação dada pela Lei nº 11.829, de 2008)
§ 1°  Incorre nas mesmas penas quem agencia, facilita, recruta, coage, ou de qualquer modo intermedeia a participação de criança ou adolescente nas cenas referidas no caput deste artigo, ou ainda quem com esses contracena.  (Redação dada pela Lei nº 11.829, de 2008)
§ 2°  Aumenta-se a pena de 1/3 (um terço) se o agente comete o crime:  (Redação dada pela Lei nº 11.829, de 2008)
I – no exercício de cargo ou função pública ou a pretexto de exercê-la;  (Redação dada pela Lei nº 11.829, de 2008)
II – prevalecendo-se de relações domésticas, de coabitação ou de hospitalidade; ou  (Redação dada pela Lei nº 11.829, de 2008)
III – prevalecendo-se de relações de parentesco consanguíneo ou afim até o terceiro grau, ou por adoção, de tutor, curador, preceptor, empregador da vítima ou de quem, a qualquer outro título, tenha autoridade sobre ela, ou com seu consentimento.  (Incluído pela Lei nº 11.829, de 2008)
Art. 241.  Vender ou expor à venda fotografia, vídeo ou outro registro que contenha cena de sexo explícito ou pornográfica envolvendo criança ou adolescente: (Redação dada pela Lei nº 11.829, de 2008)
Pena – reclusão, de 4 (quatro) a 8 (oito) anos, e multa. (Redação dada pela Lei nº 11.829, de 2008)
Art. 241-A.  Oferecer, trocar, disponibilizar, transmitir, distribuir, publicar ou divulgar por qualquer meio, inclusive por meio de sistema de informática ou telemático, fotografia, vídeo ou outro registro que contenha cena de sexo explícito ou pornográfica envolvendo criança ou adolescente:  (Incluído pela Lei nº 11.829, de 2008)
Pena – reclusão, de 3 (três) a 6 (seis) anos, e multa. (Incluído pela Lei nº 11.829, de 2008)
§ 1°  Nas mesmas penas incorre quem: (Incluído pela Lei nº 11.829, de 2008)
I – assegura os meios ou serviços para o armazenamento das fotografias, cenas ou imagens de que trata o caput deste artigo; (Incluído pela Lei nº 11.829, de 2008)
II – assegura, por qualquer meio, o acesso por rede de computadores às fotografias, cenas ou imagens de que trata o caput deste artigo.(Incluído pela Lei nº 11.829, de 2008)
§ 2°  As condutas tipificadas nos incisos I e II do § 1° deste artigo são puníveis quando o responsável legal pela prestação do serviço, oficialmente notificado, deixa de desabilitar o acesso ao conteúdo ilícito de que trata o caput deste artigo. (Incluído pela Lei nº 11.829, de 2008)
Art. 241-B.  Adquirir, possuir ou armazenar, por qualquer meio, fotografia, vídeo ou outra forma de registro que contenha cena de sexo explícito ou pornográfica envolvendo criança ou adolescente: (Incluído pela Lei nº 11.829, de 2008)
Pena – reclusão, de 1 (um) a 4 (quatro) anos, e multa. (Incluído pela Lei nº 11.829, de 2008)
§ 1°  A pena é diminuída de 1 (um) a 2/3 (dois terços) se de pequena quantidade o material a que se refere o caput deste artigo. (Incluído pela Lei nº 11.829, de 2008)
§ 2°  Não há crime se a posse ou o armazenamento tem a finalidade de comunicar às autoridades competentes a ocorrência das condutas descritas nos arts. 240, 241, 241-A e 241-C desta Lei, quando a comunicação for feita por: (Incluído pela Lei nº 11.829, de 2008)
I – agente público no exercício de suas funções; (Incluído pela Lei nº 11.829, de 2008)
II – membro de entidade, legalmente constituída, que inclua, entre suas finalidades institucionais, o recebimento, o processamento e o encaminhamento de notícia dos crimes referidos neste parágrafo; (Incluído pela Lei nº 11.829, de 2008)
III – representante legal e funcionários responsáveis de provedor de acesso ou serviço prestado por meio de rede de computadores, até o recebimento do material relativo à notícia feita à autoridade policial, ao Ministério Público ou ao Poder Judiciário. (Incluído pela Lei nº 11.829, de 2008)
§ 3°  As pessoas referidas no § 2° deste artigo deverão manter sob sigilo o material ilícito referido. (Incluído pela Lei nº 11.829, de 2008)
Art. 244-A. Submeter criança ou adolescente, como tais definidos no caput do art. 2° desta Lei, à prostituição ou à exploração sexual: (Incluído pela Lei nº 9.975, de 23.6.2000)
Pena - reclusão de quatro a dez anos, e multa.
§ 1° Incorrem nas mesmas penas o proprietário, o gerente ou o responsável pelo local em que se verifique a submissão de criança ou adolescente às práticas referidas no caput deste artigo. (Incluído pela Lei nº 9.975, de 23.6.2000)
Art. 244-B. Corromper ou facilitar a corrupção de menor de 18 (dezoito) anos, com ele praticando infração penal ou induzindo-o a praticá-la: (Incluído pela Lei nº 12.015, de 2009)
Pena - reclusão, de 1 (um) a 4 (quatro) anos. (Incluído pela Lei nº 12.015, de 2009)
§ 1°  Incorre nas penas previstas no caput deste artigo quem pratica as condutas ali tipificadas utilizando-se de quaisquer meios eletrônicos, inclusive salas de bate-papo da internet. (Incluído pela Lei nº 12.015, de 2009)
§ 2°  As penas previstas no caput deste artigo são aumentadas de um terço no caso de a infração cometida ou induzida estar incluída no rol do art. 1° da Lei n° 8.072, de 25 de julho de 1990. (Incluído pela Lei nº 12.015, de 2009)

##### Outros casos
Segundo o Estatuto da Criança e do Adolescente, a simples hospedagem de criança ou adolescente em hotel ou motel sem acompanhamento ou autorização escrita dos pais é uma ação proibida por lei. (ECA - Art 82). O Estatuto da Criança e o Adolescente é que dispõe sobre os crimes contra a criança e adolescente no Brasil, sem prejuízo do disposto na legislação penal.
E "crime sexual contra vulnerável": Induzir alguém menor de 14 anos a satisfazer a lascívia de outra pessoa.
A lei brasileira não faz qualquer distinção entre casos heterossexuais e homossexuais (ver nota).